# 변증법적 이성 비판
⟪변증법적 이성 비판⟫(Critique de la raison dialectique)은 1960년에 출판된 장폴 사르트르의 저서이다. 사르트르의 원저에 서설로 수록된 ⟪방법의 문제⟫는 비스탈린화의 격동을 겪은 1957년에 발표된 것으로서 실존주의를 현대 철학인 마르크스주의의 보충적 이데올로기로 보았다. 또한 사르트르는 역사적 인간을 구체적으로 인식하기 위하여 보편적 계급과 개인의 매개를 소행적 분석(遡行的分析)과 전진적 종합에 의하여 재발견하는 방법을 제창하여 마르크스주의 이론의 경화를 타파하려고 하였다.
이 책의 본론은 변증법을 독단에서 구하기 위하여 마찬가지로 소행(遡行)과 전진의 방법에 의해 변증법적 이성의 자기 비판, 그 근거와 타당성의 의미, 확정을 꾀하고 있다. 전체화(全體化) 운동으로서의 변증법은 인간의 실천에 있어서 명증적(明證的)으로 확인된다. 추상적으로 파악된 개인의 실천에서도 이미 욕구 수준에 있어서 유기체가 갖는 결여의 극복, 부정을 부정하는 전체화 작용이 인정되어 여기에 변증법의 원형이 있다. 그러나 역사적 사회는 희소성(稀少性)을 물질적 조건으로 하기 때문에 욕구를 채우려고 하는 개인들의 실천은 상호간의 간섭에 의해 목적에서 벗어나고, 여기서 변증법 자체가 부정되어 사르트르의 용어에서 말한 반변증법(反辨證法), 또는 실천적 타성태(實踐的惰性態)에의 소외가 일어난다. 이 소외태(疎外態), 곧 자기의 타성을 통제할 수 없는 인간의 집단은 집합태(集合態)라고 불리며, 특정한 역사적 상황 밑에서 인간은 반변증법을 다시 부정하고 집단의 변증법을 구성하면서 자기를 회복할 수가 있다. 집단은 언제나 다른 집단 또는 집합태와 상호관계를 가지며, 그 자체가 집합태에의 변질을 피할 수 없는데, 사르트르는 이러한 착종(錯綜) 내에 성립하는 실천의 제 구조, 그 변증법적 상호관계의 가능한 각 경우를 추구하고 역사의 장(場), 가지성(可知性)의 조건 또는 틀을 설정하려고 하는 것이다. 이것은 소행적 분석에 의해 도달되며 단지 공시적 구조(共時的構造)를 형식적으로 나타낼 뿐이고, 통시적 운동(通時的運動)으로서의 역사 자체의 전체화 작용을 종합적 전진에 의해 수립하는 것이 제2권의 과제가 된다.